# Maurice Destenay
Maurice Jean Léon Destenay (Tilleur,  18 februari 1900 -  Luik, 1 september 1973)  was een Belgisch liberaal politicus.

## Levensloop
Destenay werd beroepshalve onderwijzer en vocht als luitenant in mei 1940 mee tijdens de Achttiendaagse Veldtocht. Hij werd echter gevangengenomen door de Duitsers en verbleef voor de rest van de Tweede Wereldoorlog als gevangene in Duitsland.
Hij werd eveneens politiek actief voor de Liberale Partij en werd de voorzitter van de jongerenafdeling van de partij en lid van het partijbureau. Van 1949 tot 1965 zetelde hij tevens voor de liberalen namens het arrondissement Luik in de Kamer van volksvertegenwoordigers. Bovendien was hij van 1954 tot 1958 partijvoorzitter van de Liberale Partij.
In 1952 werd hij verkozen tot gemeenteraadslid van Luik, waar hij van 1953 tot 1963 schepen en van 1963 tot aan zijn dood in 1973 burgemeester was. In 1966 werd hij benoemd tot minister van Staat.
Destenay was ook een militant van de Waalse Beweging en was lid van Wallonie libre en het Waals Nationaal Congres. Van 1962 tot 1964 was hij eveneens ondervoorzitter van het comité van de Action wallonne in het arrondissement Luik.